# Niclas Wennerlund
Niclas Erik Wennerlund, född 23 oktober 1971, är en svensk författare, föreläsare och grundare av organisationen Bara Vanlig.

## Biografi
Wennerlund startade Bara Vanlig år 2016 på Hellasgården i Stockholm som en löpargrupp för personer med olika funktionsvariationer, där deltagarna tränar utefter sina egna förutsättningar. Wennerlund gör föreläsningar om sin dotter Melina som föddes med särskilda behov; om de problem, lärdomar och insikter som han stött på i livet med henne; och hur de tillsammans grundade Bara Vanlig.
Wennerlund nominerades 2018 till Svenska Hjältar och var 2019 finalist i Årets Eldsjäl. Samma år var han nominerad till Svenska Barnidrottspriset. Den 18 januari 2021 utsågs Wennerlund till Årets Peppare 2021 av Generation Pep. Priset utdelades på Svenska Idrottsgalan av prins Daniel.
Wennerlund har tillsammans med författaren Peter Westberg skrivit boken Bara vanlig: En pappas berättelse, i vilken han skildrar sitt eget liv och dottern Melinas uppväxt samt om kampen mot funkofobi. Boken finns även som ljudbok.